# Altensteintal

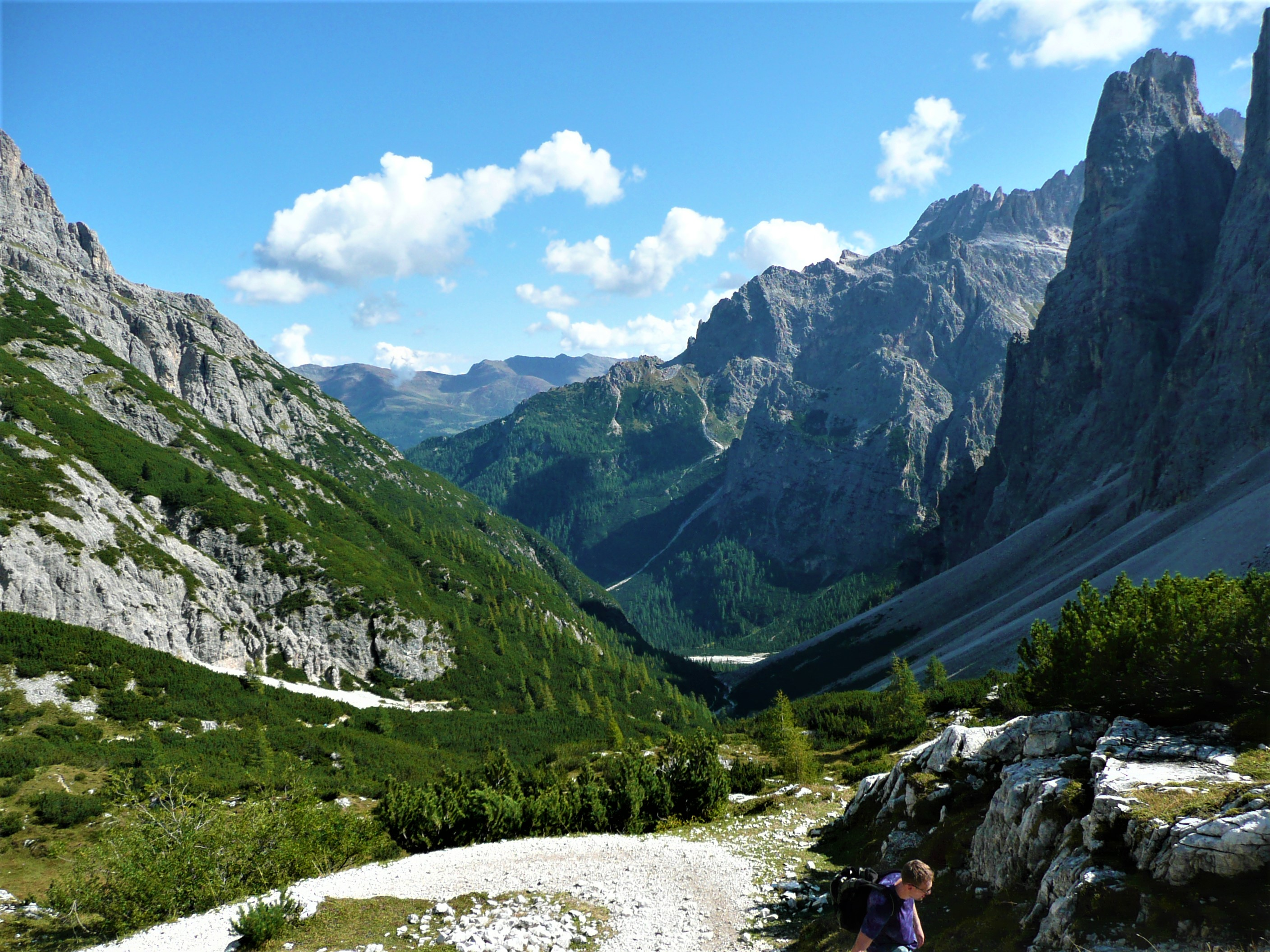
Blick in das Altensteiner Tal von der Höhe des Bödensees aus

Das Altensteintal (italienisch Val Sasso Vecchio) ist ein rund 4 km langes, vom Fischleintal nach Westen abzweigendes Seitental in den Sextner Dolomiten im östlichsten Teil von Südtirol in Italien. Es ist Teil des Naturparks Drei Zinnen.

## Lage
Es beginnt wenige hundert Meter nach der im Fischleintal liegenden Talschlusshütte vor dem Einserkofel, wo es in westlicher Richtung vom Tal abzweigt. Die Fortsetzung des Fischleintales wird ab der Kreuzung Bacherntal genannt. Mit dem Tal läuft parallel der Altensteiner Bach (italienisch Rio Landro), der am Talende von einem Wasserfall aus den Bödenseen (ital. Laghi dei piani) unterhalb der Dreizinnenhütte gespeist wird und in den Fischleinbach mündet. Mit dem Wasserfall bei der Bödenalpe ist das Tal beendet, und es schließt sich die Hochebene um die Drei Zinnen an.
Das Altensteintal wurde nach dem Gipfel Altenstein und links von dem Einserkofel sowie rechts von der Dreischusterspitze eingerahmt. Es ist für seine landschaftliche Schönheit die würdige Fortsetzung des Fischleintales; bietet es doch neben den drei Wachstumszonen Lärchenwuchs, Zirbelwuchs und Latschenbewuchs bzw. Hochgebirge mit die romantische Begleitung des aus der Höhe schießenden Altensteiner Baches. Dem Namen liegt die mythische Deutung zugrunde, dass der Berg Altenstein der älteste des Landes und die Alten, nämlich die verstorbenen Ahnen in sich berge. Am Talende übernehmen dann die Berge um den Paternkofel, die Dreischusterspitze und ganz zum Schluss die Drei Zinnen die Begleitung.

## Beschreibung

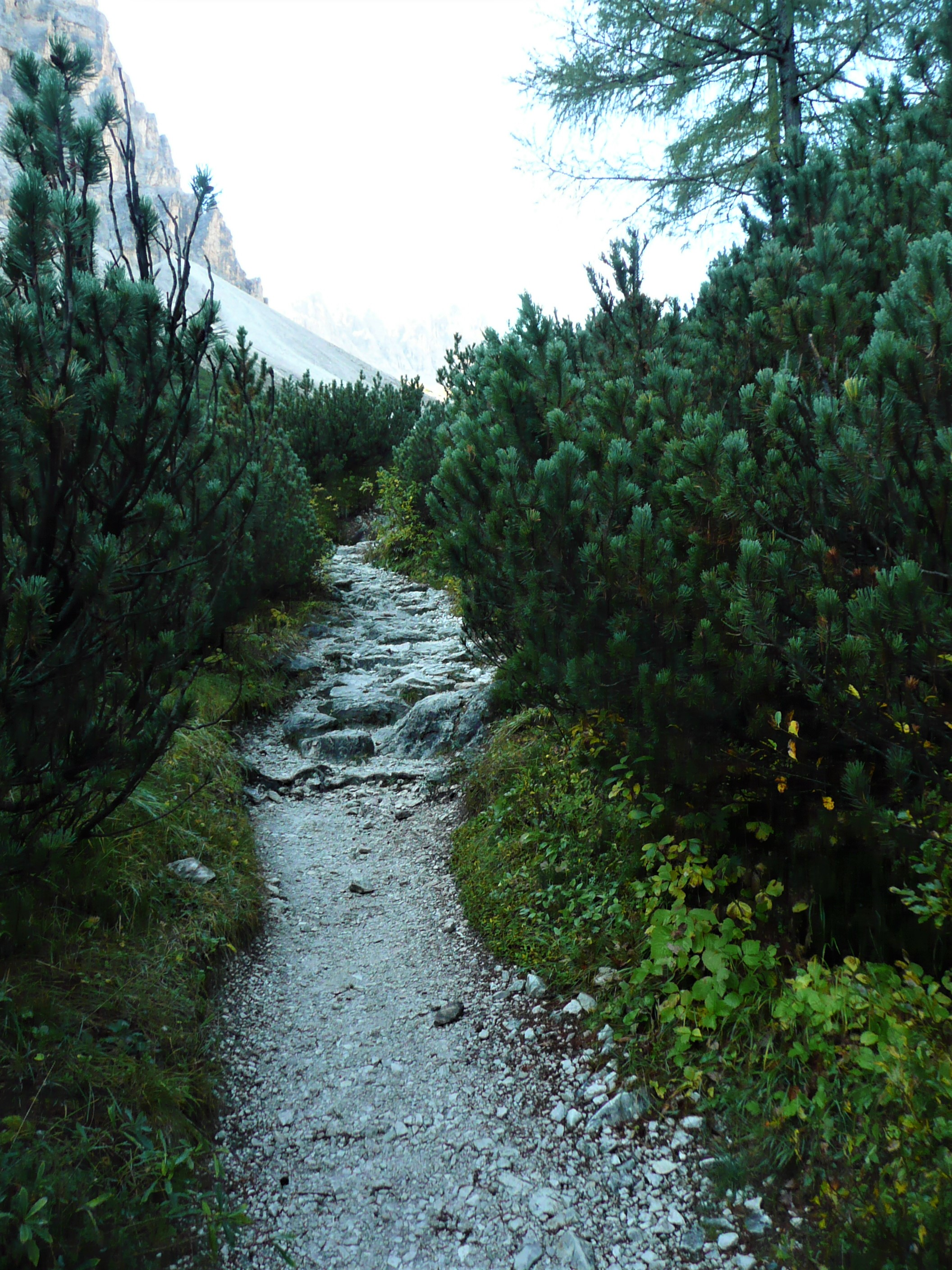
Einstieg in das Altensteiner Tal nach der Kreuzung

Das Altensteiner Tal wird bevorzugt von Besuchern der Drei Zinnen benützt, denen ein Aufstieg von 1.000 Höhenmetern in ca. 3 Stunden nichts ausmacht und dafür dem Touristenansturm über die Lavaredohütte aus dem Weg gehen wollen. Dabei stellen die Wege bei aller Schwere des Anstieges keine Exponiertheit und Gefahr für den Wanderer bei passender Ausrüstung und entsprechendem Verhalten dar.
Der bekannte Drei-Zinnen-Lauf von Sexten zur Dreizinnenhütte berührt das Altensteiner Tal nicht.

## Bilder

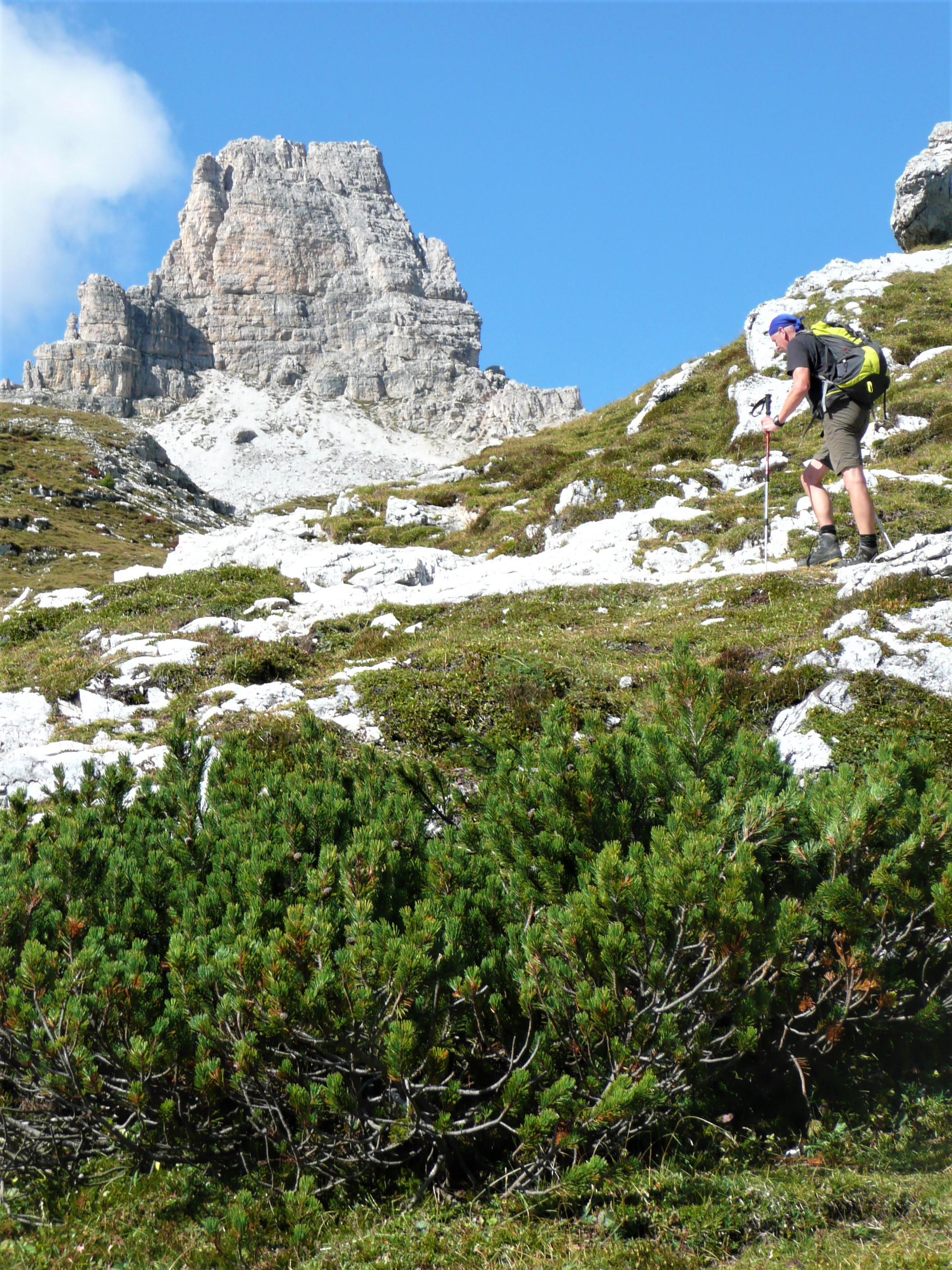
Toblinger Knoten vom Altensteintal aus gesehen
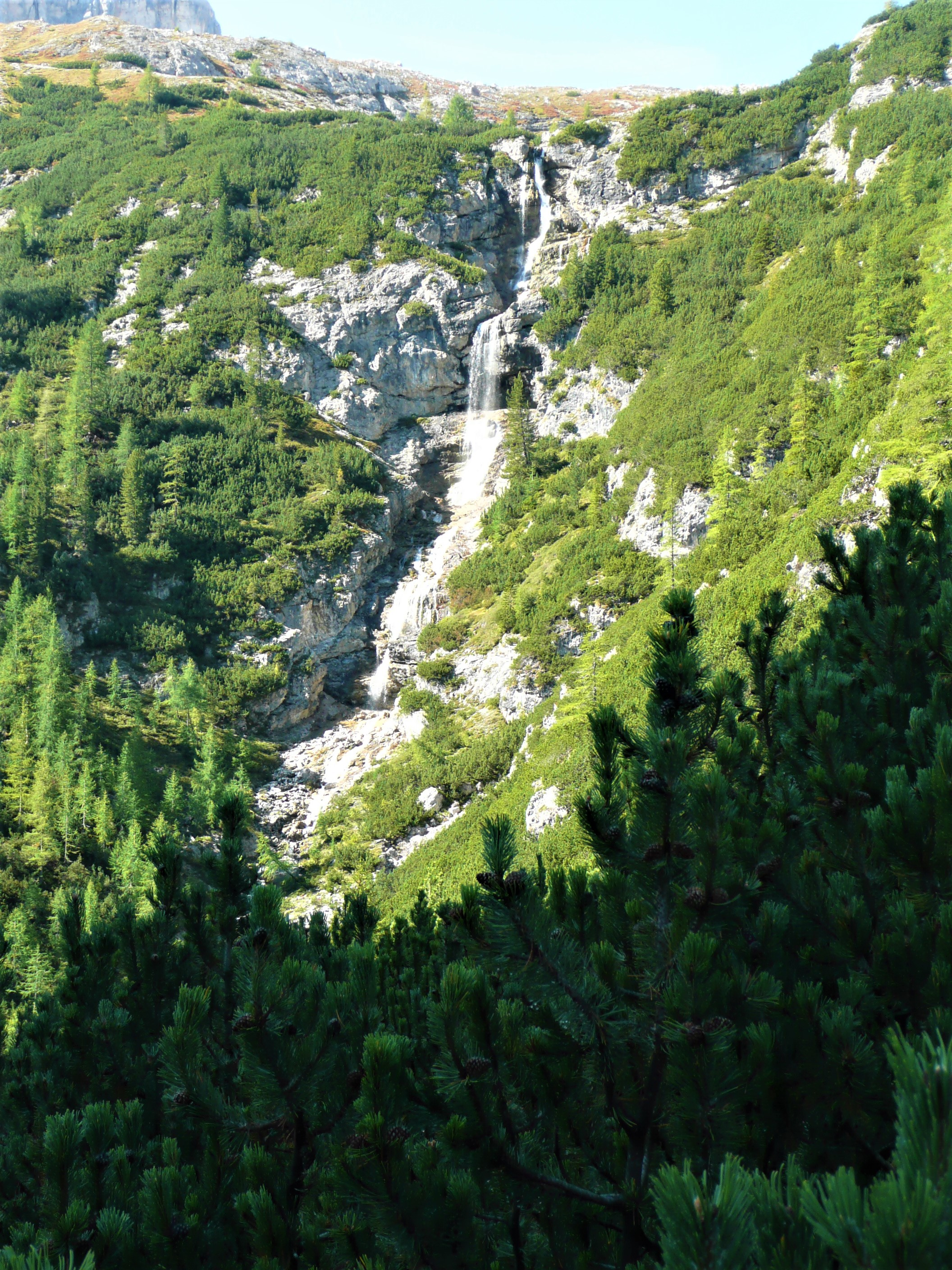
Wasserfall zum Altensteintal